# İnadına Aşk
İnadına Aşk (en español: En el amor) es una serie de televisión turca emitida en Fox. La ficción, protagonizada por Can Yaman y Açelya Topaloğlu, se emitió entre el 2 de julio de 2015 y el 3 de febrero de 2016. El argumento transcurre en la empresa Arass Technology, situada en Estambul, donde se produce un romance entre los protagonistas.

## Trama
Defne (Açelya Topaloğlu), una joven que acaba de graduarse en la universidad, tiene constantes enfrentamientos con su hermano Çınar (Eren Vurdem) por sus celos. Tras finalizar sus estudios, comienza a trabajar como ingeniera informática en la empresa Arass Technology y su hermano le pide que vaya al aparcamiento a cambiarse de ropa para que nadie la vea, ya que considera que va demasiado provocativa. Allí conoce a un joven apuesto llamado Yalın (Can Yaman), que se ríe de ella y hace que llegue tarde a su primer día de trabajo. Sin embargo, Yalın oculta que, en realidad, es el CEO de Arass Technology.
Como Defne llega tarde en su primer día de trabajo, le pide a su supervisor una segunda oportunidad, llegando a un acuerdo para seguir trabajando en la compañía si encuentra el problema en el código del ordenador en un día. Defne resuelve el problema y demuestra que es la mejor candidata para este puesto. No obstante, descubre la verdadera identidad de Yalın y, tras sentirse engañada, renuncia a su empleo. Por ello, Yalın se siente culpable y sigue a Defne hasta el aparcamiento para disculparse, donde el hermano de Defne aparece y golpea a Yalın.
En definitiva, la historia se complica cuando Defne comienza a trabajar en Arass Technology y su hermano se enamora de la hermana menor de Yalın, Yeşim (Nilay Duru). Además, a pesar del mal comienzo y de los problemas que les rodean, surgirá una historia de amor entre Yalın y Defne.

## Reparto
- Açelya Topaloğlu como Defne Barutçu.
- Can Yaman como Yalın Aras.
- Nilay Duru como Yeşim Aras Barutçu.
- Eren Vurdem como Çınar Barutçu.
- Cevahir Turan Ezgi Aksoy.
- Cem Belevi como Deniz Aras.
- Yeşim Dalgıçer como Leyla Aksoy.
- Taner Rumeli como Toprak Barutçu.
- İlay Erkök como Damla Başar.
- Tibet Dursun como İdris Doruk Barutçu.
- Bilge Şen como Pembe Barutçu.
- Selim Gürata como Süreyya Aras.
- Elvin Levinler como Nehir Aras.
- Aras Aydın como Polat Barutçu.
- Büşra Çam como Habibe Satırcı.
- Mesut Yılmaz como Adem (İblis).
- Gizem Totur como Songül.
- Funda Eskioğlu como Meftune.
- Ahenk Demir como Sedef Akıncı.
- Eylül Su Sapan como Aslı Vardar.

## Temporadas
| Temporada | Temporada | Episodios | Rango de episodios | Emisión original   | Emisión original     |
| Temporada | Temporada | Episodios | Rango de episodios | Inicio             | Final                |
| --------- | --------- | --------- | ------------------ | ------------------ | -------------------- |
|           | 1         | 32        | 1 - 32             | 2 de julio de 2014 | 3 de febrero de 2016 |